# Мазроль (Приморская Шаранта)
Мазро́ль (фр. Mazerolles) — коммуна во Франции, находится в регионе Пуату — Шаранта. Департамент коммуны — Приморская Шаранта. Входит в состав кантона Пон. Округ коммуны — Сент.
Код INSEE коммуны — 17227.

## Население
Население коммуны на 2010 год составляло 261 человек.
| 1962 | 1968 | 1975 | 1982 | 1990 | 1999 | 2010 |
| ---- | ---- | ---- | ---- | ---- | ---- | ---- |
| 218  | 201  | 206  | 180  | 187  | 217  | 261  |